# Burzykowo
Burzykowo (niem. Buslar ) - opuszczona wieś na terenie województwa zachodniopomorskiego, aktualnie jedna z dzielnic Stargardu. Znajdująca się w okolicy byłego Wojskowego Lotniska Kluczewo.

## Historia i rozwój wsi
Wieś wzmiankowana po raz pierwszy w 1305 r. pod nazwą Busler, kiedy była zakupiona przez biskupa kamieńskiego Henryka od księcia Pomorskiego Ottona I. Na przestrzeni wieków kilkakrotnie zmieniała właścicieli, do których należeli von Hagenowie, Borckowie czy Mildenitzowie.
W latach 1808–1815 przeprowadzono reformę administracyjną w Prusach i Buslar znalazł się w granicach powiatu pyrzyckiego (Landkreis Pyritz). W 1842 we wsi były dwa majątki, była siedziba parafii ewangelickiej; zamieszkiwało ją 195 osób. Po wybudowaniu w latach 1883-84 cukrowni w Kluczewie, do Buslar doprowadzono bocznicę kolejki towarowej, którą zwożono buraki z okolicznych pól.
W 1910 r. w Buslar mieszkało 281 osób, a w 1928 – 389. We wsi istniał pałac z zabudowaniami folwarcznymi, młyn wiatrowy, kuźnia, kościół, punkt pocztowy. Ostatnim właścicielem majątku Buslar w 1945 r. była rodzina Seidler.
W 1952 roku w wyniku rozbudowy lotniska, Burzykowo zostało przejęte przez Armię Radziecką, a jego polscy mieszkańcy przesiedleni do innych wsi. Do roku 1992 samodzielne osiedle zamieszkiwane przez żołnierzy radzieckich, w 1993 włączone w obręb miasta Stargardu.